# Bode (cràter)
|  | No s'ha de confondre amb Bose (cràter). |

Bode és un petit cràter d'impacte situat a prop de la regió central de la Lluna, i al nord-oest dels cràters units entre ells Pallas i Murchison. Es troba en una regió de superfície elevada entre la Mare Vaporum (al nord-est), el Sinus Aestuum (a l'oest), i el Sinus Medii (al sud-est).

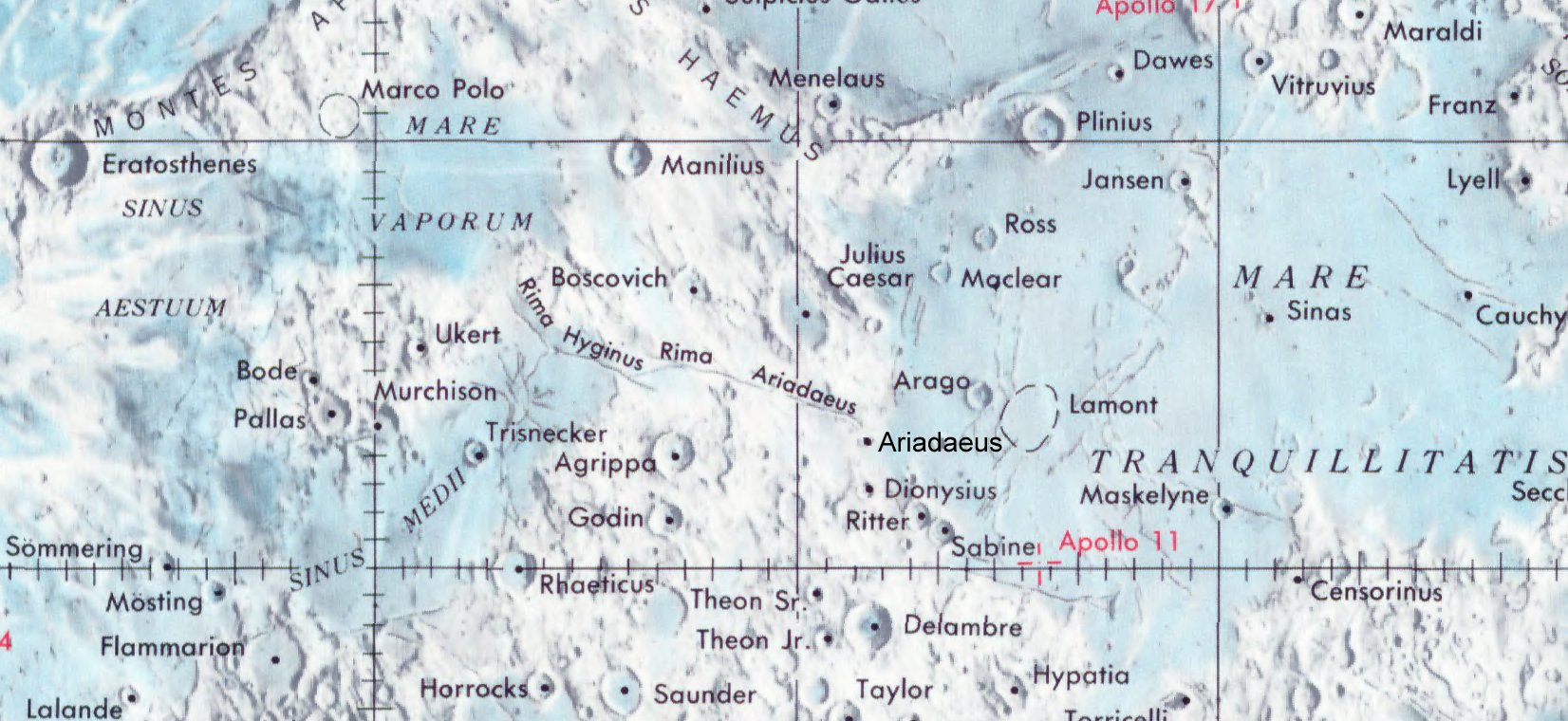
Localització de Bode (centre esquerra de la imatge)
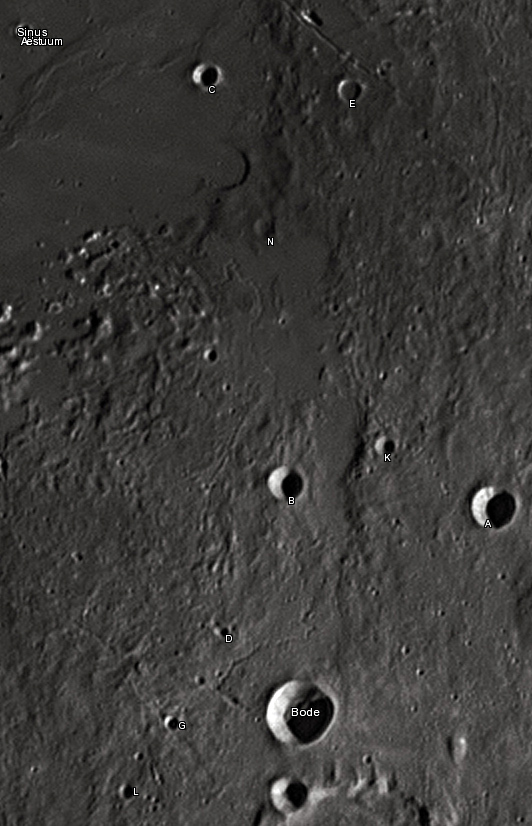
Cràters satèl·lit

Té forma de bol, amb una petita pista interior i una cresta al llarg de la paret interna cap al nord-est, amb un sistema de marques radials menor que s'estén a una distància d'uns 130 quilòmetres.

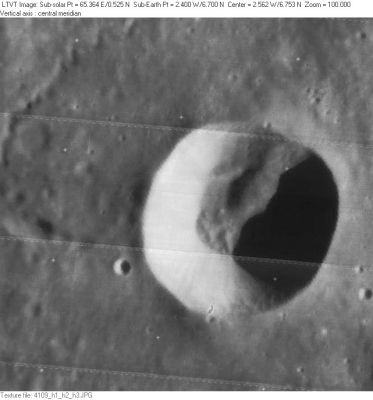
Fotografia de la missió LRO
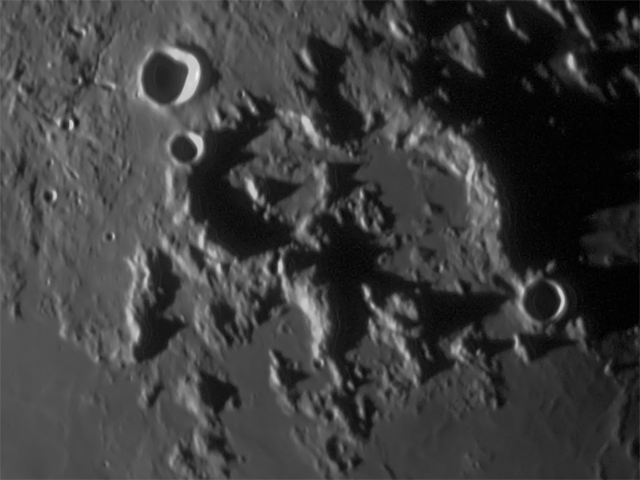
Cràter Bode a la part superior esquerra de la imatge

Al nord i a l'oest del ràter es troba un sistema d'esquerdes anomenades col·lectivament Rimae Bode.

## Cràters satèl·lit
Per convenció aquests elements són identificats en els mapes lunars posant la lletra en el costat del punt central del cràter que està més proper a Bode.
| Bode | Coordenades                        | Diàmetre |
| ---- | ---------------------------------- | -------- |
| A    | 9° 00′ N, 1° 12′ O / 9.0°N,1.2°O   | 12 km    |
| B    | 8° 42′ N, 3° 06′ O / 8.7°N,3.1°O   | 10 km    |
| C    | 12° 12′ N, 4° 48′ O / 12.2°N,4.8°O | 7 km     |
| D    | 7° 12′ N, 3° 18′ O / 7.2°N,3.3°O   | 4 km     |
| E    | 12° 24′ N, 3° 24′ O / 12.4°N,3.4°O | 7 km     |
| G    | 6° 24′ N, 3° 30′ O / 6.4°N,3.5°O   | 4 km     |
| H    | 12° 12′ N, 6° 30′ O / 12.2°N,6.5°O | 4 km     |
| K    | 9° 18′ N, 2° 18′ O / 9.3°N,2.3°O   | 6 km     |
| L    | 5° 36′ N, 3° 48′ O / 5.6°N,3.8°O   | 5 km     |
| N    | 10° 54′ N, 3° 54′ O / 10.9°N,3.9°O | 6 km     |